# Splendore terrore
Splendore terrore è il terzo album del cantautore italiano Moltheni, pubblicato nel 2005.

## Il disco
Si tratta del primo album di Moltheni pubblicato da La Tempesta Dischi (distribuzione Venus), dopo che la Cyclope Records ha chiuso i battenti per la prematura morte di Francesco Virlinzi.
Il lavoro, caratterizzato da una strumentazione ridotta all'osso rappresentata principalmente da piano elettrico e chitarra acustica, si discosta decisamente dalle precedenti opere dell'autore, Natura In Replay (1999) e Fiducia Nel Nulla Migliore (2001), dove prevalgono atmosfere più elettriche e, in parte, più "semplici" da assimilare; si entra quindi in una fase sperimentale della carriera artistica di Moltheni, nel quale la musica diverrà sempre più caratteristica e, a tutti gli effetti, si andrà a creare il marchio più folk della produzione moltheniana. Il disco è composto da 11 brani inediti di cui 4 strumentali (Gli Occhi di Mara Cagol, Bue, Tutta la Bellezza dell'Istinto Materno degli Animali, Tatàna). Alcuni dei brani qui contenuti saranno poi riarrangiati e ripubblicati negli album successivi dell'autore marchigiano; lo strumentale Bue, con una sapiente rielaborazione diventerà poi nel disco I Segreti del Corallo, base per la creazione di Corallo.
Nel Potere del Legno è dedicata a Francesco Virlinzi e verrà riarrangiata ed entrerà nella tracklist del successivo Toilette Memoria. L'esecuzione musicale vede la partecipazione dei Tre Allegri Ragazzi Morti; il tutto viene registrato in pochi giorni nell'autunno del 2004, quasi del tutto in presa diretta, negli studi Alpha Dept. di Bologna.
Le musiche ed i testi originali sono di Moltheni.

## Tracce
Testi e musiche di Umberto Maria Giardini.
1. Gli occhi di Mara Cagol – 1:22
2. Splendore terrore – 5:26
3. Bue – 2:09
4. Nel potere del legno – 3:58
5. In porpora – 2:46
6. La ragazza dai denti strani (humana) – 6:36
7. Limite e perfezione – 2:59
8. Tutta la bellezza dell'istinto materno degli animali – 3:15
9. Fiori di carne – 3:16
10. Tatàna – 6:42
11. Suprema – 4:53